# باغ رودکی

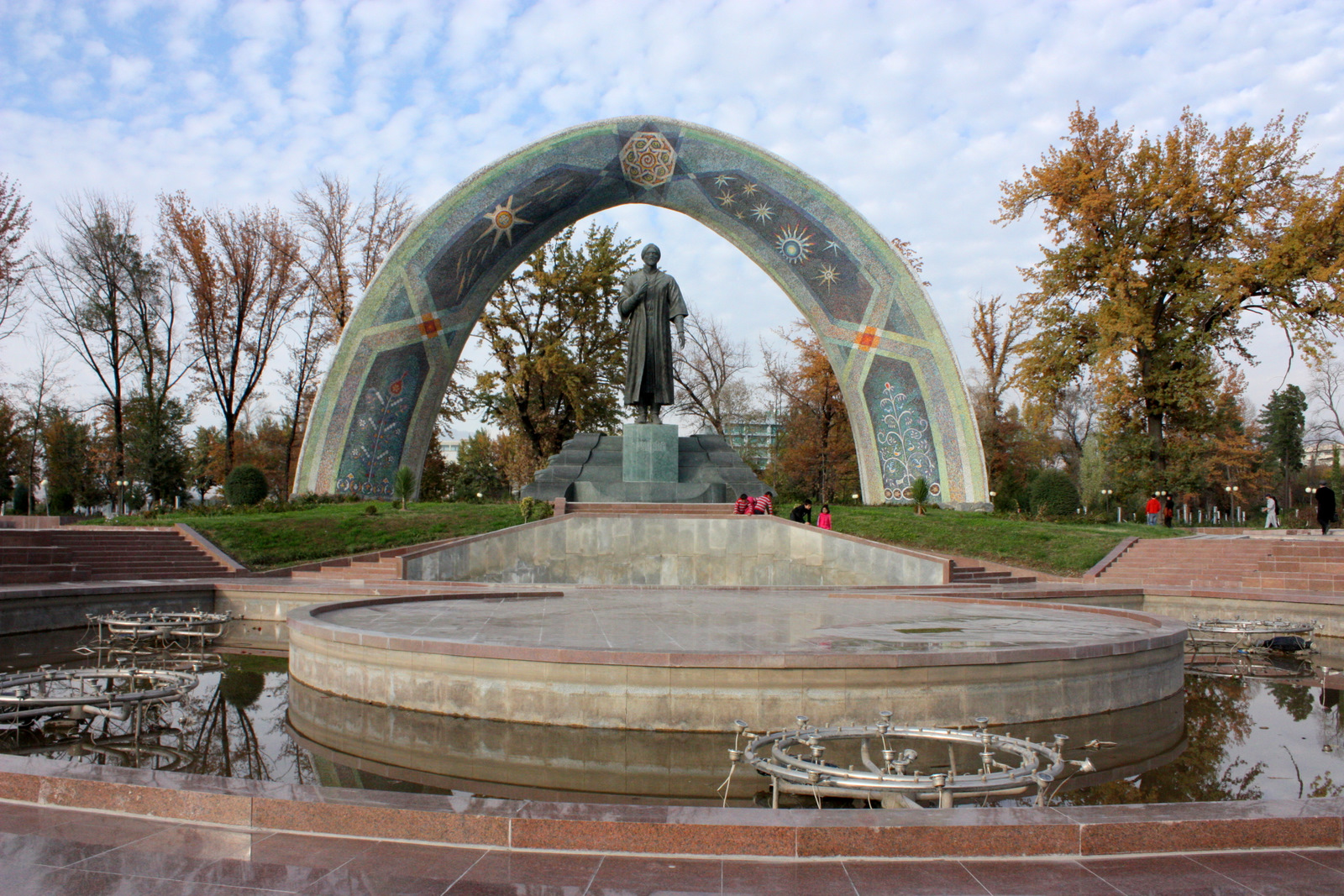
مجسمه استاد رودکی در پارکی به همین نام

باغ استاد رودکی اولین پارک فرهنگی و تفریحی تاجیکستان است که در سال ۱۹۳۲ در شهر دوشنبه تأسیس شد. مساحت آن ۱۸٫۳ هکتار است.

## تاریخ

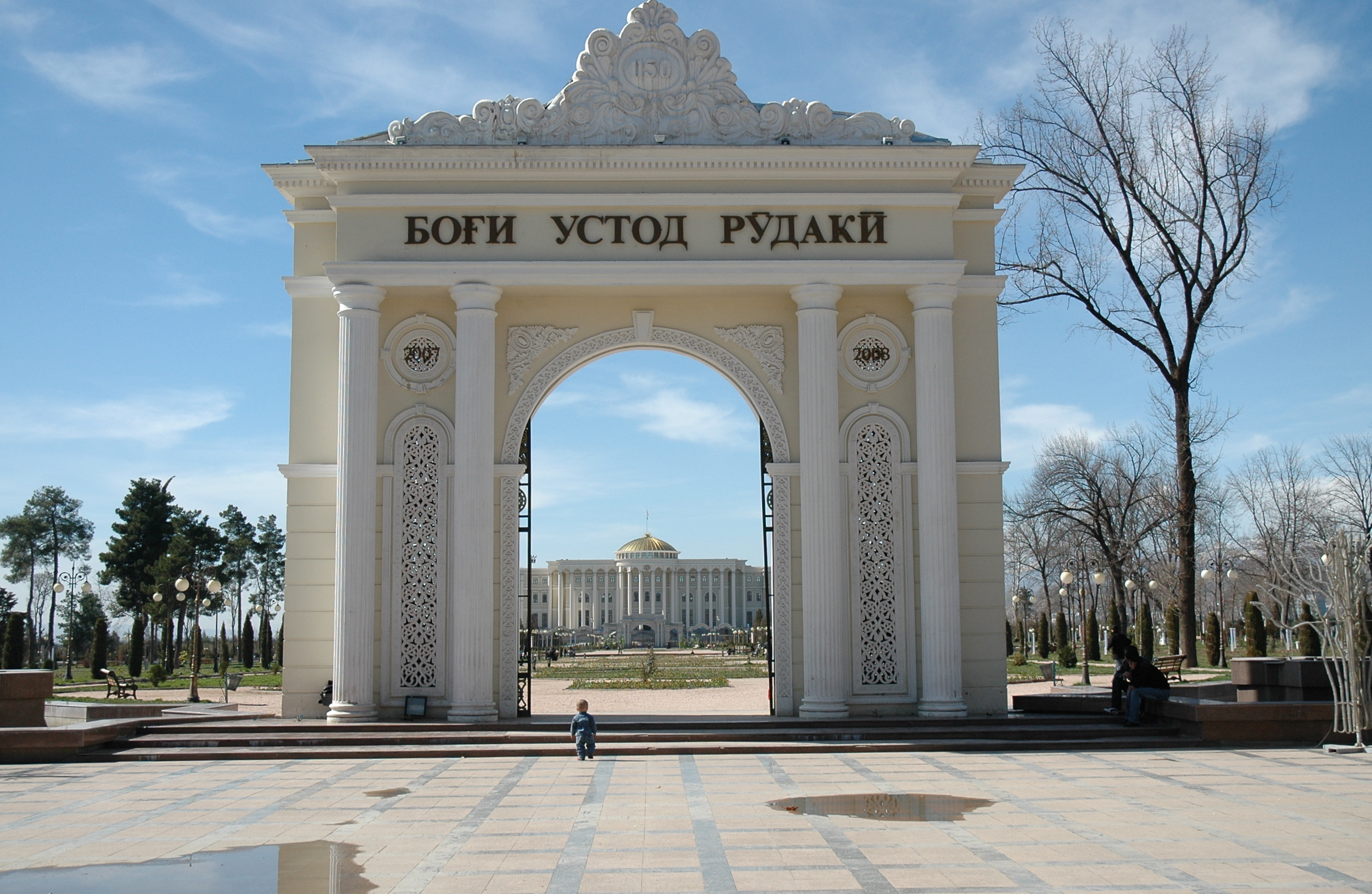
عبارت «باغ استاد رودکی» بر روی طاق ورودی

این باغ در سال ۱۹۳۳ طبق پروژه معماران شهر لنینگراد، م. بارانوف و ن. بارانوف ساخته شد. نسخه‌ای برنزی از مجسمه لنین که در نزدیکی مؤسسه اسمولنی در لنینگراد روسیه ساخته شده بود به دوشنبه آورده شد و در مرکز پارک تفریحی مرکزی قرار داده شد؛ بنابراین، در دوران شوروی، پارک مرکزی فراغت و استراحت شهری دوشنبه به نام V.I. لنین نامگذاری شده بود.
سال ۱۹۹۴ این باغ، باغ مرکزی فرهنگ و فراغت و پس از بازسازی در سال ۲۰۰۸ «باغ استاد رودکی» نام گرفت. «باغ استاد رودکی» از نخستین روزهای تأسیس دارای تالار خوانش (سالن مطالعه)، بنگاه تکنسین‌های جوان، خانهٔ ورزش (سالن ورزشی)، کیناتیتر (سینمای) تابستانه، میدانچه (زمین)های ورزشی والیبال، بسکتبال، فوتبال، کُشتی و… بود. همزمان در باغ دسته‌های درمه و خار (گروه‌های نمایش و گروه کر) و موسیقی و رقص هنرنمایی می‌کردند. تئاتر تابستانه داشت، که در صحنهٔ آن گروه‌های هنری از پایتخت، ولایت‌ها، فیلرمانیه (فیلارمونیک) دولتی تاجیکستان و از دیگر جمهوریهای اتّحاد شوروی کنسرت‌ها نمایش می‌دادند؛ دانشمندان و شخصیت‌های معروف با مردم ملاقات می‌کردند. باغ تا سال ۲۰۰۸، ۷/۵ هکتار مساحت داشت. سال ۲۰۰۸ به‌طور کلّی بازسازی شد و به یک استراحتگاه سرسبز و گوارا بدل گشت. «باغ استاد رودکی» دارای ۱۸۴۰ بیخ (اصله) درختان آرایشی (زینتی)، ۴۱۰۵ مترمربع گلگشتها، ۸۶۶۱ مترمربع چمنزار، ۴۲۶۶۷ مترمربع راهرو و جاده‌ها می‌باشد. در مرکز باغ پیکر سردفتر ادبیات کلاسیکی فارسی-تاجیکی استاد رودکی قامت افراخته است، که در پایهٔ آن نمایش‌های هنری، ملاقات و دیدارها با دانشمندان و صاحب‌نظران برگزار می‌گردد. در باغ از سمت خیابان رودکی ۴۱ حوض و فوّاره ساخته شده‌است، که با شعاع‌های رنگارنگ خود به زیبایی آن حسن تازه افزوده می‌کنند.